# Джуд Друїн
Джуд Друїн (англ. Jude Drouin, нар. 28 жовтня 1948, Мюрдошвілль, Квебек) — колишній канадський хокеїст, що грав на позиції центрального нападника.
Провів понад 700 матчів у Національній хокейній лізі. 

## Ігрова кар'єра
Хокейну кар'єру розпочав 1966 року в ОХА.
1966 року був обраний на драфті НХЛ під 17-м загальним номером командою «Монреаль Канадієнс». 
Протягом професійної клубної ігрової кар'єри, що тривала 15 років, захищав кольори команд «Монреаль Канадієнс», «Міннесота Норт-Старс», «Нью-Йорк Айлендерс» та «Вінніпег Джетс».
Загалом провів 738 матчів у НХЛ, включаючи 72 гри плей-оф Кубка Стенлі.

## Тренерська робота
Тренерська кар'єра в НХЛ обмежилася роботою з командою «Вінніпег Джетс».

## Статистика
| Сезон        | Клуб                      | Ліга         | Регулярний сезон | Регулярний сезон | Регулярний сезон | Регулярний сезон | Регулярний сезон | Плей-оф | Плей-оф | Плей-оф | Плей-оф | Плей-оф |
| Сезон        | Клуб                      | Ліга         | І                | Г                | П                | О                | ШХ               | І       | Г       | П       | О       | ШХ      |
| ------------ | ------------------------- | ------------ | ---------------- | ---------------- | ---------------- | ---------------- | ---------------- | ------- | ------- | ------- | ------- | ------- |
| 1966–67      | «Монреаль Канадієнс» мол. | ОХА          | 47               | 32               | 36               | 68               | 64               | —       | —       | —       | —       | —       |
| 1967–68      | «Х'юстон Аполлос»         | ЦПХЛ         | 68               | 22               | 38               | 60               | 59               | —       | —       | —       | —       | —       |
| 1968–69      | «Х'юстон Аполлос»         | ЦПХЛ         | 53               | 23               | 31               | 54               | 117              | 3       | 1       | 1       | 2       | 23      |
| 1968–69      | «Монреаль Канадієнс»      | НХЛ          | 9                | 0                | 1                | 1                | 0                | -       | -       | -       | -       | -       |
| 1969–70      | «Монреаль Вояжерс»        | АХЛ          | 65               | 37               | 69               | 106              | 88               | 8       | 0       | 6       | 6       | 2       |
| 1969–70      | «Монреаль Канадієнс»      | НХЛ          | 3                | 0                | 0                | 0                | 2                | -       | -       | -       | -       | -       |
| 1970–71      | «Міннесота Норт-Старс»    | НХЛ          | 75               | 16               | 52               | 68               | 49               | 12      | 5       | 7       | 12      | 10      |
| 1971–72      | «Міннесота Норт-Старс»    | НХЛ          | 63               | 13               | 43               | 56               | 31               | 7       | 4       | 4       | 8       | 6       |
| 1972–73      | «Міннесота Норт-Старс»    | НХЛ          | 78               | 27               | 46               | 73               | 61               | 6       | 1       | 3       | 4       | 0       |
| 1973–74      | «Міннесота Норт-Старс»    | НХЛ          | 65               | 19               | 24               | 43               | 30               | —       | —       | —       | —       | —       |
| 1974–75      | «Міннесота Норт-Старс»    | НХЛ          | 38               | 4                | 18               | 22               | 16               | —       | —       | —       | —       | —       |
| 1974–75      | «Нью-Йорк Айлендерс»      | НХЛ          | 40               | 14               | 18               | 32               | 6                | 17      | 6       | 12      | 18      | 6       |
| 1975–76      | «Нью-Йорк Айлендерс»      | НХЛ          | 76               | 21               | 41               | 62               | 58               | 13      | 6       | 9       | 15      | 0       |
| 1976–77      | «Нью-Йорк Айлендерс»      | НХЛ          | 78               | 24               | 29               | 53               | 27               | 12      | 5       | 6       | 11      | 6       |
| 1977–78      | «Нью-Йорк Айлендерс»      | НХЛ          | 56               | 5                | 17               | 22               | 12               | 5       | 0       | 0       | 0       | 5       |
| 1979–80      | «Вінніпег Джетс»          | НХЛ          | 78               | 8                | 16               | 24               | 50               | —       | —       | —       | —       | —       |
| 1980–81      | «Вінніпег Джетс»          | НХЛ          | 7                | 0                | 0                | 0                | 4                | —       | —       | —       | —       | —       |
| Усього в НХЛ | Усього в НХЛ              | Усього в НХЛ | 666              | 151              | 305              | 456              | 346              | 72      | 27      | 41      | 68      | 33      |